# 佐里基夫卡
49°24′18″N 39°50′45″E / 49.40500°N 39.84583°E
佐里基夫卡（烏克蘭語：Зориківка）是位於烏克蘭東部的村莊，由盧甘斯克州舊比利斯克區的米洛韋市鎮負責管轄。該村始建於1780年，面積6.46平方公里，海拔高度86米，2001年人口824，人口密度每平方公里127.6人。